# IMSS-Bienestar
Servicios de Salud del Instituto Mexicano del Seguro Social para el Bienestar, denominado simplemente IMSS-Bienestar, es un organismo público descentralizado del gobierno de México encargado, desde mayo de 2023, posterior a la desaparición del Instituto de Salud para el Bienestar (Insabi), «de la prestación gratuita de servicios de salud, medicamentos y demás insumos asociados para las personas sin seguridad social».
En octubre de ese mismo año, veintitrés entidades federativas firmaron un acuerdo de federalización de los servicios de salud para lo que se dijo que era «consolidar la operación de un sistema de atención médica único, universal, público, gratuito y preventivo». En ese momento, se estimó que el IMSS-Bienestar asumiría la atención de 53.3 millones de mexicanos sin seguridad social, a través de un modelo único de atención. En la práctica, implicaba la transferencia de 707 hospitales y 13 966 centros de salud estatales a la red del organismo descentralizado.
Previamente fungía como un programa desconcentrado de la Secretaría de Salud federal, administrado por el Instituto Mexicano del Seguro Social (IMSS), que proporcionaba atención médica de primer y segundo nivel a población no asegurada en áreas marginadas rurales de diecinueve estados del país.

## Programa

### Antecedentes
Herrera Tapia (2009) sostiene que, en la década de 1970, el agotamiento del debate sobre el campesinado mexicano derivó en la «creación de un concepto de nuevo cuño para etiquetar a la gente excluida del desarrollo en el medio rural»: marginado. De esta forma, en esa época dio inicio un nuevo discurso gubernamental que contempló «el reconocimiento de ciertos grupos considerados como marginados», dentro de los que se encontraban campesinos, indígenas y trabajadores, durante años «excluidos del Estado benefactor». Asimismo, según Granados Cosme y Ortiz Hernández (2003) se agudizó la crisis en el sector agrícola e incrementaron las demandas de atención médica rural.
En 1973, el Congreso de la Unión aprobó reformas que ampliaban los «beneficios del régimen obligatorio [uno de los dos componentes del seguro social según la ley publicada al respecto ese año], al extender la seguridad social a ejidatarios, comuneros y pequeños propietarios organizados, además de incorporar el servicio de guarderías a nivel nacional». En este sentido, la «Ley del Seguro Social», publicada en el Diario Oficial de la Federación (DOF) el 12 de marzo de ese año y que entró en vigor el 1 de abril siguiente, planteaba en su artículo octavo que: «Con fundamento en la solidaridad social, el régimen del Seguro Social, además de otorgar las prestaciones inherentes a sus finalidades, podrá proporcionar servicios sociales de beneficio colectivo [...]».
La legislación también asignaba las tareas de organización y administración del seguro social al Instituto Mexicano del Seguro Social (IMSS). Posteriormente, aseguraba que los «servicios sociales de beneficio colectivo» incluían los «servicios de solidaridad social». En su artículo 237 apuntaba:

El Instituto [Mexicano del Seguro Social] organizará, establecerá y operará unidades médicas destinadas a los servicios de solidaridad social, los que serán proporcionados exclusivamente en favor de los núcleos de población que por el propio estado de desarrollo del país, constituyan polos de profunda marginación rural, sub-urbana  [sic] y urbana, y que el Poder Ejecutivo Federal determine como sujetos de solidaridad social.
Artículo 237 de la «Ley del Seguro Social» de 1973.

Por su parte, Sherraden (1991) afirma que la asistencia sanitaria en México en la década de 1970 consistía en grupos urbanos y clases medias con «amplios servicios de salud», frente a los «ausentes» servicios de salud institucionales para los sectores rurales. En 1970, existía un promedio de un médico por cada 4000 a 5000 habitantes en seis estados rurales del centro y sur del país; se estima que, para 1976, veinte millones de personas no contaban con servicios de salud, públicos o privados. Martínez Narváez (2013) sostiene que, con base en la tendencia gubernamental «de establecer subsistemas de salud para diferentes grupos de población», en junio de 1974 se estableció el «Programa Nacional de Solidaridad Social por Cooperación Comunitaria».
Aunque definía como beneficiarios a quienes estuvieran fuera de los sistemas de seguridad social, en múltiples casos se dio «una sobreposición entre las coberturas del seguro social y la asistencia pública»; la designación de la población receptora de esos servicios era responsabilidad exclusiva del gobierno federal, mientras que la administración del programa era tarea del IMSS. En su primer año, se establecieron esos servicios en la «zona ixtlera» —que abarcaba cinco estados del país—, con siete «clínicas hospitales de campo» y 310 graneros de la Compañía Nacional de Subsistencias Populares (CONASUPO) adaptadas como unidades de primer nivel. Para 1976, sumaban treinta hospitales rurales y 310 unidades en 19 estados del país, así como una cobertura de 3.8 millones de personas, a las que se les denominó «solidario-habientes».

### Historia

#### Convenio con Coplamar

Fragmento de un cartel publicitario del IMSS-Bienestar con los distintos nombres que ha tenido el programa.

En 1977, el gobierno creó la Coordinación General del Plan Nacional de Zonas Deprimidas y Grupos Marginados (Coplamar), el programa «más ambicioso de extensión de cobertura de servicios de salud a la población rural». Dos años después, el 25 de mayo de 1979, el IMSS y Coplamar firmaron un convenio, lo que dio origen al programa IMSS-Coplamar, que tenía el objetivo de «extender
los servicios de salud a la población abierta en las zonas rurales de alta marginación»; el acuerdo implicaba que el instituto se haría cargo de los servicios médicos, medicamentos y hospitalización, mientras que la coordinación «coordinaría las labores de ayuda mutua». En detalle, el decreto indicaba que el IMSS se comprometía a instalar y operar las unidades médicas rurales y clínicas hospital de campo, además de los servicios —en las unidades— de «atención continua e integrada de promoción, protección y recuperación de la salud», consulta externa general, asistencia farmacéutica, atención materno-infantil y planificación familiar, educación para la salud, orientación nutricional, promoción del saneamiento, inmunizaciones y control de enfermedades transmisibles; en las clínicas hospital debía otorgar los servicios de consulta externa de medicina familiar, medicina preventiva y odontología, asistencia farmacéutica y «consulta externa y hospitalización en las divisiones básicas de la medicina». A cargo de Coplamar quedaban la promoción de convenios específicos y la gestión del «apoyo para la realización de los trabajos comunitarios».
También planteaba que se debían establecer y operar dos mil unidades médicas rurales a través del programa «Solidaridad Social por Cooperación Comunitaria» y ampliar la cobertura a diez millones de habitantes, partiendo de los treinta hospitales de campo y 310 unidades médicas rurales que tenía el IMSS en diciembre de 1978. Aprovechando los recursos del boom petrolero, al cabo de dos meses de iniciado el programa se habían abierto ya 873 clínicas. Para finales de 1980, operaban 2104 unidades médicas y 41 clínicas-hospitales, con una población cubierta de 14 millones de personas. Otras cifras reportadas eran 32.5 consultas, 0.07 intervenciones quirúrgicas y 0.3 egresos hospitalarios por cada cien «solidario-habientes». El programa estaba financiado en un 60 % con fondos públicos y 40 %  con recursos del IMSS. A lo largo de las diversas etapas del programa, se publicaron decretos al respecto en el Diario Oficial de la Federación (DOF), que definieron como «sujetos de solidaridad social» a los habitantes de diversas áreas del país, así como la ubicación de las unidades médicas rurales.
En este sentido, en diciembre de 1980, se publicaron decretos que determinaban la incorporación al programa IMSS-Coplamar de las 310 unidades de «IMSS-CONASUPO». Para los beneficiarios del programa, existía la obligación de llevar a cabo «trabajos comunitarios cuyo cumplimiento constituirá una obligación genérica de su colectividad», un total de un promedio anual de diez jornadas por adulto «y se deberán programar y organizar de manera que no interfieran con las actividades productivas normales de las propias comunidades». Esos trabajos comunitarios no serían únicamente físicos, sino también otras actividades «o formas de participación que propicien, directa o indirectamente, a elevar el nivel sanitario, social y económico de los núcleos de población». Page Pliego (2002) asegura que, al iniciar sus actividades, el IMSS-Coplamar lo hizo «imbuido del estilo institucional, rígido y vertical» del IMSS y pretendió «imponer un incisivo y moderno modelo de atención, tendiente, en un principio, a impactar a las comunidades rurales; para lo cual se hace un gran despliegue de recursos y personal». No obstante, con el paso del tiempo se hicieron evidentes «varias dificultades», como la contratación de personal médico y la crisis económica.

#### Descentralización
Para 1982, IMSS-Coplamar era responsable de 11 millones de personas (14.5 % de población cubierta), ejercía 29 % del presupuesto y contaba con 0.14 camas y 0.33 médicos por cada mil habitantes. El 20 de abril de 1983, se publicó en el DOF un acuerdo que derogó el decreto que había establecido la Coplamar —pese a ello, el programa mantuvo su nombre de IMSS-Coplamar—. Por tanto, el IMSS asumió la responsabilidad total del programa, incluyendo garantizar la participación comunitaria; para 1983, el IMSS-Coplamar contaba con 3025 unidades médicas y 60 clínicas hospitales, infraestructura que abarcaba a todos los estados del país —excepto el Distrito Federal— e implicaba una capacidad de atención de unas 18 millones de personas. El mismo año, se instauró el «Comité de Operación del Programa IMSS-Coplamar», con la responsabilidad de «evaluar y apoyar sistemáticamente» su operación. Sin embargo, un año después, en marzo de 1984, el gobierno federal emprendió un proceso de descentralización de los servicios públicos de salud, decisión que implicó el traslado a los gobiernos estatales de 14 entidades de 911 unidades rurales y 23 clínicas hospitales; el programa entonces pasó a funcionar únicamente en diecisiete estados del país.
El proceso de descentralización inició con una prueba piloto de doce estados y planteaba terminar con los 31 para 1988. De esta forma, los centros médicos de la SSA y de IMSS-Coplamar pasaron a ser manejados por los gobiernos estatales con organismos autónomos. González Block y colaboradores (2020) detallan que, sin embargo, el IMSS cumplió «a regañadientes» y transfirió el personal médico dentro del programa, pero no se llevaron a cabo los acuerdos para hacer lo propio con los médicos residentes. Algunas de las secretarías estatales «no abordaron el problema de inmediato, lo que le dio al director del IMSS la oportunidad de organizar una protesta generalizada contra la descentralización y pedirle al presidente que la suspendiera». Así, solamente catorce estados finalizaron la descentralización. López-Arellano y Blanco-Gil (2001) abundan al señalar que la entrega de unidades a los Servicios Estatales de Salud (SESA) se produjo «sin el soporte material, humano y logístico-administrativo proporcionado —hasta antes de la descentralización— por el régimen ordinario del IMSS».
El paro del programa en los estados descentralizados enfrentó «a las cúpulas burocráticas del IMSS y de la Secretaría de Salud», lo que explicó porqué al finalizar el proceso IMSS-Coplamar había cedido únicamente el 28 % de sus unidades, «conservando una población potencial de 6,5 millones de habitantes». Para Brachet-Márquez (2004), la descentralización intentaba reducir costos, pero «resultó de momento más costosa, dando como resultado inmediato un caos administrativo y mayores gastos para los usuarios». El proceso se detuvo —de acuerdo con Gershberg y Jacobs (1998)— ante los reportes que evidenciaban una caída en la calidad de los servicios médicos en Guerrero, Morelos y otros estados. También se generó una indignación pública ante el deterioro en los servicios del programa IMSS-Coplamar. En suma, la descentralización «no mejoró el desempeño o la rendición de cuentas», además de que hubo un deterioro en la infraestructura sanitaria.

#### IMSS-Solidaridad
En 1989, en el marco del nuevo Programa Nacional de Solidaridad (PRONASOL), el IMSS-Coplamar se renombró IMSS-Solidaridad. Este último, sin embargo, no formó parte del PRONASOL y mantuvo su estructura y presupuesto; las funciones sanitarias del Programa Nacional se limitaron fundamentalmente al «mantenimiento y reparación de centros de salud y hospitales». Estas modificaciones representaron una recentralización estrechamente relacionada con el programa contra la pobreza, «de tal manera que mediante PRONASOL el Poder Ejecutivo pasa a tener el papel decisivo en las acciones sociales aplicadas a la población pobre y marginal, excluyendo el papel de los estados en la implementación de dichos programas». De esta forma, para 1990, el programa funcionaba en diecisiete estados, con 2666 unidades, 52 hospitales rurales y una cobertura de once millones de personas. Seis años después, IMSS-Solidaridad se encargaba de la asistencia a la mayor proporción de familias pobres del país —37.53 %—. Asimismo, la plantilla laboral involucraba, en 1999, 5582 médicos y 6815 enfermeras.
Sánchez Pérez y colaboradores (2021) resumen que, entre 1988 y 1994, el programa tuvo su «periodo de mayor crecimiento», un crecimiento centrado en la construcción de infraestructura —1126 unidades rurales y 17 hospitales rurales, para un total de 3240 unidades y 54 hospitales—. No obstante, el siguiente sexenio, de 1994 al 2000, «[s]e aprecia apenas la edificación de una nueva unidad médica por año en promedio», lo que se reflejó en que a 1999, el programa acumulaba 3539 unidades médicas y 68 unidades de hospitalización. En 1996, se llevó a cabo el «Primer Encuentro Médico-Quirúrgico» en San Luis Potosí, con el objetivo de proporcionar atención de especialidades médicas a los hospitales rurales del programa. Un año después, se estableció el nuevo Programa de Educación, Salud y Alimentación (PROGRESA), al que se integró el IMSS por medio del IMSS-Solidaridad; con ese nuevo proyecto, también se introdujeron las transferencias monetarias condicionadas al cumplimiento de ciertos indicadores por parte de las comunidades de alto riesgo, como la asistencia a sesiones de promoción de la salud.
Igualmente, con PROGRESA, se asignó al IMSS-Solidaridad «una población objetivo creciente de este componente [de salud], pero con los mismos recursos». El 12 de mayo de 1999, se publicaron en el DOF los «Lineamientos Generales del Programa IMSS-Solidaridad», que lo definían como un «Programa del Ejecutivo Federal, desconcentrado de la Secretaría de Salud y administrado por el Instituto Mexicano del Seguro Social». Para el año 2000, el programa acumulaba 5541 médicos, 6847 enfermeras, 294 miembros del personal auxiliar diagnóstico y de tratamiento, así como 2210 integrantes del personal administrativo.

#### IMSS-Oportunidades
En 2002, PROGRESA se renombró como el «Programa de Desarrollo Humano Oportunidades» y, el 10 de julio de ese mismo año, el Consejo Técnico del IMSS aprobó la modificación del nombre de IMSS-Solidaridad a IMSS-Oportunidades. También, en torno a esas fechas, dicen Sánchez Pérez y colaboradores (2021) que el «área clínica-médica, aun con su desabasto de medicamentos», comenzó a ganar espacio y se dejaron atrás las «acciones comunitarias», además de que «comenzaron a aparecer las unidades médicas y el personal del [programa] con diversas quejas ante la Comisión Nacional de los Derechos Humanos (CNDH)». En 2003, se estableció el Seguro Popular, proyecto que compartía la misma población objetivo con el IMSS-Oportunidades. Al respecto, Mills (2017) argumenta —en palabras de un funcionario— que al inyectarse recursos más al Seguro Popular que al IMSS-Oportunidades, para 2008, ese último programa no se había expandido o cambiado.
El 15 de mayo de ese año, se publicaron en el diario oficial modificaciones a la Ley General de Salud que determinaban que el programa IMSS-Oportunidades «continuará proporcionando servicios de salud a la población no asegurada [...] Las familias actualmente atendidas por el programa IMSS-Oportunidades podrán incorporarse al Sistema de Protección Social en Salud». También seguía dejando su administración al IMSS e incorporaba los «bienes muebles e inmuebles con que cuenta, más aquellos que en lo sucesivo adquiera» al patrimonio del instituto. A partir de la descentralización de la década de 1980, los trabajadores del IMSS-Solidaridad formaban parte de un régimen diferente de empleados del instituto, ajenos al contrato colectivo de trabajo. No obstante, en 2004, la situación tuvo una rectificación parcial ya que 60 % de esos empleados entraron dentro del contrato. Un año después, el programa asumió la responsabilidad de dar los servicios de salud a los usuarios del programa Oportunidades en las entidades en los que aún estaba presente y, en 2007, también comenzó a atender a los beneficiarios del Seguro Popular habitantes de sitios en los que los estados no tenían instalaciones.
El 30 de abril de 2004, se integró la especialidad de cirugía pediátrica a los «Encuentros Médico Quirúrgicos»,  con la participación de la Academia Mexicana de Pediatría; el 22 de septiembre de 2008, se hizo lo propio con urología. En 2009, se incorporaron al programa las «Unidades Médicas Urbanas», con lo que se retornó a estados en los que habían dejado de tener presencia y comenzó a existir en ciudades pequeñas. Por tanto, en el periodo de 2009 a 2010, se construyó infraestructura en Guerrero y Estado de México, que se reincorporaron al programa. En esa fechas, el programa estaba presente en localidades rurales de diecisiete estados y urbanas de veinticinco entidades, con una cobertura de unas diez millones de personas. Sumaban 3845 unidades médicas —3549 unidades rurales y 226 unidades urbanas—, así como diecisiete mil empleados y más de 269 mil voluntarios. Además, a partir de 2011, se desarrolló un padrón de beneficiarios que había identificado un solapamiento de 5.2 millones de personas con el Seguro Popular y de 0.9 millones con el IMSS.

#### Federalización
El 2 de septiembre de 2014, el Consejo Técnico del IMSS aprobó el cambio de nombre de IMSS-Oportunidades a IMSS-Prospera. Para 2016, el programa sumaba 3594 unidades rurales, 273 urbanas, 222 brigadas de salud, 37 unidades móviles, 39 centro de atención rural obstétrica y 80 hospitales rurales. Además, su padrón de beneficiarios ese año se cifraba en un total de 12.3 millones de personas. Con el inicio del sexenio 2018-2024, se anunció un nuevo cambio de nombre del programa, que pasaría a denominarse IMSS-Bienestar, así como un proceso de «universalización de los servicios a la salud» y la desaparición del Seguro Popular, absorbido por IMSS-Bienestar. También se cambió el nombre a los «Encuentros Médico Quirúrgicos» que pasaron a llamarse «Jornadas Quirúrgicas Bienestar».
Debido al cierre del Seguro Popular, el programa perdió poco más de trecientas unidades médicas urbanas. Por tanto, en su Informe al Ejecutivo Federal y al Congreso de la Unión sobre la Situación Financiera y los Riesgos del Instituto Mexicano del Seguro Social 2018-2019, el IMSS registraba 3618 unidades rurales y 315 urbanas, pero, al siguiente año, reportaba que «las modificaciones en el esquema operativo de PROSPERA y la eliminación del Componente Salud, [...] [motivaron] el cierre paulatino de Unidades Médicas Urbanas, con la consiguiente disminución tanto en el universo de población a beneficiar, como en la demanda de servicios de salud». Ese 2019, se cifraba en 3622 las unidades rurales y 80 los hospitales rurales, complementados con 140 unidades móviles, 184 brigadas y 45 «Centros de Atención Rural Obstétrica». Sobre la población adscrita, esta pasó de 13.1 millones en 2018 a 11.6 millones en 2021, en diecinueve entidades.
También se estableció en ese periodo el Instituto de Salud para el Bienestar (Insabi), un organismo descentralizado, con el objetivo de proporcionar atención médica a 69 millones de usuarios no asegurados. Sin embargo, en los hechos implicó —según un análisis de la Conferencia Interamericana de Seguridad Social (CISS)— la persistencia de la fragmentación del sistema de salud mexicano —Insabi, IMSS-Bienestar y los Sistemas Estatales de Salud—, además de que no se especificaba la forma en que se relacionaría el IMSS-Bienestar y el Insabi. En marzo de 2020, el programa y el organismo firmaron un convenio de colaboración para «fortalecer el acceso a servicios de salud» y para que el instituto ayudara al IMSS-Bienestar en la adquisición de medicamentos y la contratación de personal. En este sentido, para ese momento, contaba con 6265 médicos y 11 776 enfermeras, es decir, un déficit de 22 075 médicos y 16 546 enfermeras. A lo largo de 2021, el presidente, Andrés Manuel López Obrador, prometió tanto la ampliación de IMSS-Bienestar, como la construcción de nueva infraestructura, con lo que se tendrían doscientos hospitales del programa.
También se anunció, al reconocerse la incapacidad de la integración de IMSS-Bienestar al Insabi, un proyecto de centralización de hospitales y su control por parte del programa, con lo que esos centros descentralizados y entregados a los servicios estatales pasarían nuevamente al control federal. Finalmente, el 4 de febrero de 2022, López Obrador anunció la federalización de los servicios de salud, comenzando por los estados de Tlaxcala y Nayarit, con lo que el IMSS-Bienestar asumiría el control de los sistemas de salud locales. Cortés Adame (2022) detallaba que, por medio de convenios, las entidades cederían al IMSS la infraestructura física y humana para otorgar servicios de salud a usuarios no asegurados, tarea originalmente responsabilidad del Insabi, por lo que esa decisión era, según el autor, el reconocimiento implícito del «fracaso» de ese último instituto. No obstante, también la consideraba «un primer paso que puede brindar certezas a la población sin seguridad social».

### Características

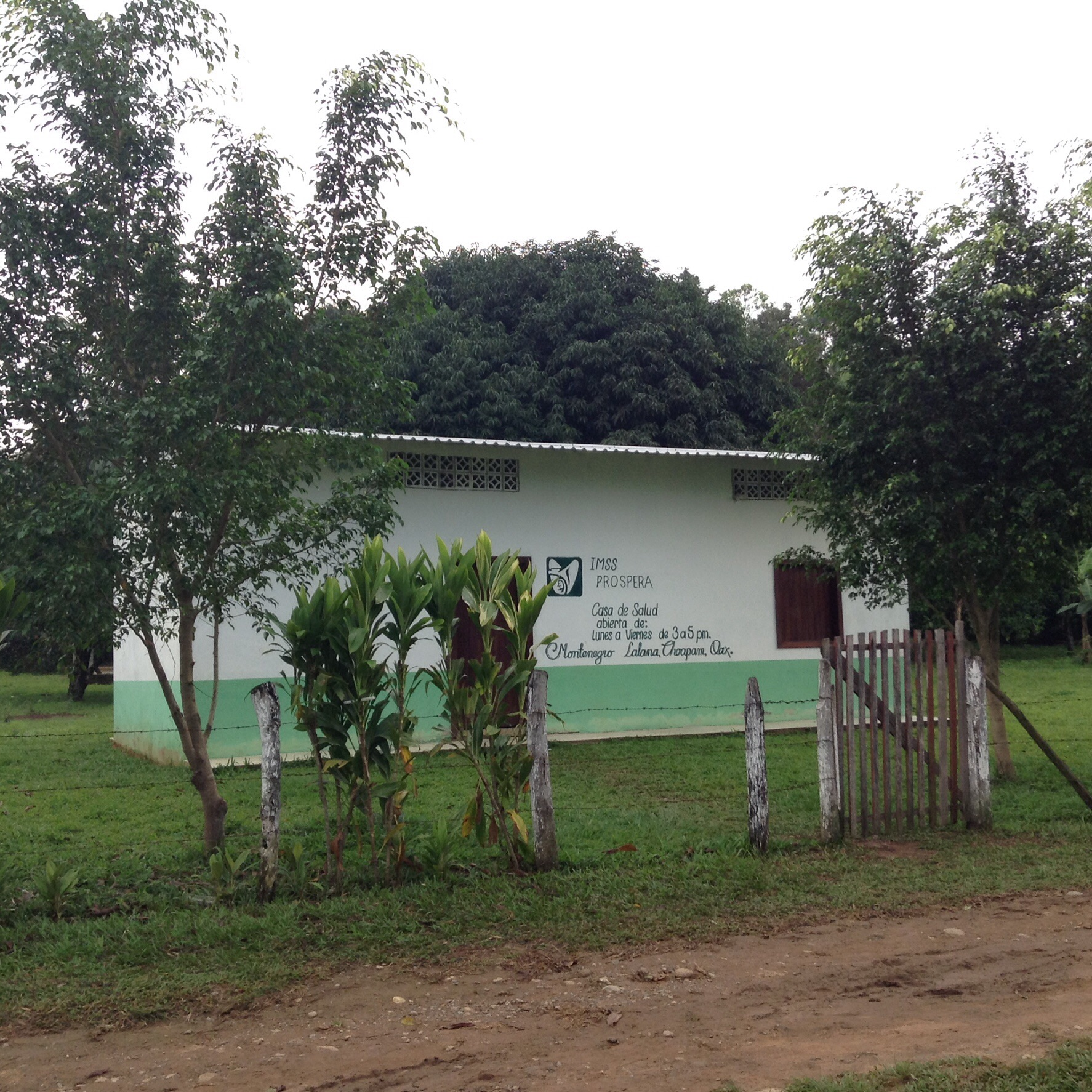
Centro de salud de IMSS-Prospera en Monte Negro (San Juan Lalana), Oaxaca, en abril de 2015.

Dice Ruezga Barba (1992) que ante la idea de extender los servicios médicos a las zonas marginadas, el gobierno contaba con tres opciones: crear un «órgano ex profeso», encargar la extensión al «esquema sanitario asistencial tradicional» o «sustentarlo en la estructura jurídica administrativa» del Instituto Mexicano del Seguro Social (IMSS). Fue esta última opción por la que se optó, para aprovechar la «estructura administrativa y de asistencia del Instituto». Por su parte, sus procesos administrativos centralizaron la planeación, establecimiento de normas y coordinación, mientras que se descentralizó su operación, todo apoyado en un «sistema de supervisión y control» integrado por tres niveles —central, de coordinación y delegacional—.
El nivel central —o nacional— era responsable de la coordinación del programa; el nivel delegacional —estatal— se ocupaba de la supervisión y de él emanaban equipos de supervisión responsables, a su vez, de «grupos zonales» —médico, «promotor de acción comunitaria» y «técnico polivante»—, y la revisión de los hospitales. Los «grupos zonales» inspeccionaban unas dieciocho unidades rurales a través de visitas periódicas y reuniones mensueles. Finalmente, el último nivel era el operativo, conformado por el personal de las unidades y las clínicas-hospital. La designación de las áreas rurales en las que funcionaría el IMSS-Coplamar se basó en diecinueve indicadores, como la incidencia de pobreza. Sin embargo, también hubo consideraciones políticas, tales como el «apaciguamiento de las zonas rurales afectadas por perturbaciones sociales o rebelión guerrillera y una respuesta a presiones de las autoridades municipales».
En el caso de la selección de los sitios para las clínicas y hospitales, se usaron como criterios la presencia de «instalaciones mínimas» —electricidad y agua potable— y la cantidad de habitantes —de 500 a 2500 por clínica, con un radio de influencia de 2500 a 8000; 5000 a 10 000 para los hospitales, con un radio de influencia de 200 000 personas y cuarenta clínicas— y el acceso a carreteras para los hospitales. Para 1985, el programa contaba con dieciocho manuales y cinco cursos de actualización para primer nivel y once manuales y dieciocho cursos para el segundo nivel; el personal abarcaba desde trabajadores administrativos a médicos en servicio social, incluyendo asistentes sociales y personal de odontología, enfermería, farmacia y laboratorio. Su funcionamiento estuvo regulado por Reglas de Operación emitidas anualmente y definidas por Sánchez Pérez y colaboradores (2021) como «una suerte de imaginario anual del modo casi personal con el que los titulares del [programa] proyectaron su “forma personal de coordinarlo”, así como el inventario o repertorio de las prioridades que le otorgaron».

#### Modelo de atención
El «Programa de Solidaridad Social IMSS-COPLAMAR, 1974-1979» especificaba que el modelo de atención médica se basaba en un «sistema por niveles de atención, con especial interés en actividades preventivas y sobre la base de establecer los recursos necesarios en zonas de influencia determinadas». El primero —en «Unidades Médicas Rurales», consistentes en «un consultorio, dos camas de tránsito, una sala de exploraciones, una sala de espera y una habitación para el médico»— abordaba problemáticas de salud «que requieren de una tecnología sencilla, aunada a la participación activa de la comunidad» —sostenía que en él se debían resolver el 85 % de los problemas de salud—. Dentro del primer nivel se integraba la promoción del trabajo comunitario, lo que relacionaba el programa con otros proyectos gubernamentales —abasto de alimentos, agua potable, alcantarillado, capacitación labora y educación extraescolar—. El segundo nivel —en «Clínicas Hospital de Campo»— consistía en servicios de las especialidades médicas de medicina interna, cirugía, pediatría, obstetricia y ginecología, así como los auxiliares diagnósticos de laboratorio y rayos X —responsable del 12 % de los problemas de salud—. Finalmente, el tercer nivel no era parte del programa y se debía otorgar «por coordinación institucional con la Secretaría de Salubridad y Asistencia».
En 1982, se inició el proyecto «Programa de interrelación de la medicina tradicional con el Programa Nacional de Solidaridad Social por Cooperación Comunitaria IMSS-COPLAMAR», que buscaba «proporcionar herramientas tendientes a facilitar el acercamiento de la medicina indígena con la alópata». Fue la primera vez en que se oficializaba la «inclusión de la medicina tradicional dentro del Sistema Nacional de Salud», pero, en última instancia, prevaleció la medicina científica. Un año después, el programa adoptó el modelo de atención integral a la salud, desarrollado a partir de la Conferencia Internacional sobre Atención Primaria de Salud de Alma Ata de 1978. Una de sus características principales era el «diagnóstico de salud», que consistía en la identificación, «en orden decreciente de importancia, [de] los principales padecimientos que afectan a la población, así como sus causas condicionantes». Luego de planear actividades, con base en los recursos disponibles, se fijaban metas y, posteriormente, había etapas de ejecución y evaluación. La integración de la comunidad debía ocurrir mediante una asamblea general, un comité de salud y un grupo de promotores voluntarios.
Tomich, Kilby, y Johnson (1995) apuntan que dentro del programa se incluían, dentro de otras áreas, medicina familiar, atención prenatal e infantil, planificación familiar, inmunizaciones y servicios preventivos, así como detección de enfermedades crónicas, educación sanitaria y promoción de la salud. «Las clínicas rurales son atendidas por [médicos] pasantes [...] o médicos jóvenes bajo contrato. También hay auxiliares a tiempo completo y a tiempo parcial, reclutados de la comunidad y entrenados por IMSS-Coplamar». Dentro del Programa Nacional de Solidaridad Social, se desarrollaron «Programas de Atención Preventiva, Atención Curativa y Capacitación de la Población», formados por nueve subprogramas —entre ellos «Control de enfermedades que se pueden prevenir por vacunación», «Control de enfermedades transmisibles», «Salud bucal», «Consulta externa general» y especializada y «Educación para la salud»—. Las unidades rurales se enfocaban en las enfermedades endémicas —como digestivas, parasitarias y respiratorias— de su área de acción. Por su parte, los hospitales, que contaban con un promedio de veintiocho camas, cumplían las funciones de primer y segundo nivel para su comunidad, y de segundo nivel para los pacientes referidos de las unidades.
Los «Lineamientos Generales del Programa IMSS-Solidaridad» decían que el modelo de atención de IMSS-Solidaridad era el «Modelo de Atención Integral a la Salud»:

La operación del Modelo de Atención Integral a la Salud se basa en la labor conjunta de la comunidad y los equipos de salud, quienes analizan y jerarquizan los riesgos y daños más frecuentes a la salud para realizar el diagnóstico de salud local, que sirve de base para planear las acciones integrales de acuerdo con expectativas, posibilidades y recursos locales; programar sus metas, ejecutar las actividades para incidir sobre las causas y consecuencias de los daños a la salud y, posteriormente, supervisar y evaluar periódicamente los procedimientos, compromisos y resultados.
Lineamientos Generales del Programa IMSS-Solidaridad.

También mencionaba entre sus actividades principales: la salud reproductiva y materno infantil, salud integral del adolescente, paquete básico de salud escolar —valoraciones nutricionales, odontológicas, visuales y auditivas, así como sesiones educativas—, alimentación y nutrición familiar, vacunación universal, enfermedades respiratorias, asociadas al inadecuado saneamiento, crónico degenerativas y transmitidas por vectores, así como actividades asistenciales. Como IMSS-Oportunidades, el programa se centró en actividades preventivas —cáncer cervicouterino, cáncer de mama, desnutrición infantil y materna, diabetes mellitus, hipertensión pulmonar—, promoción de la salud sexual y reproductiva, prevención y control de tuberculosis y enfermedades transmitidas por vectores.

##### Participación comunitaria
Dentro de la participación comunitaria, se requería que la comunidad tomara parte en diversas actividades, como campañas educativas o de erradicación de plagas, construcción de pisos o letrinas, y el jefe de familia debía aportar diez días de trabajo al año, aunque esto no siempre se cumplía. Al interior de la población, existían voluntarios —asistentes rurales, comités de salud, practicantes tradicionales (curanderos, parteras, herboristas, hueseros)—, que tomaban un rol más activo en esas tareas. Para 1987, se estimaba una cifra de 50 mil voluntarios dentro del programa. En 1984, se comenzó el entrenamiento de asistentes rurales —que cumplían con tareas sanitarias básicas, de organización y de referencia— por medio de los denominados «promotores de acción comunitaria» —responsables también de coordinar con la clínica la movilización de la comunidad y ayudar en los proyectos sanitarios—. Sin embargo, los asistentes presentaban una alta tasa de abandono por el bajo salario —la cifra de asistentes pasó de 3172 en 1987 a 1712 en 1988—. El mismo año, se comenzaron a establecer comités municipales «para involucrar a las élites locales en el programa sanitario».
No obstante, de acuerdo con Sherraden (1991), la influencia y el comportamiento de las comunidades condujo a ciertas modificaciones implícitas en el programa, por ejemplo, a que prácticamente se dejara de exigir la contribución de diez días de trabajo, o a la forma en que se pedía la contribución de la población: «Como resultado, los miembros del equipo [sanitario] enfatizaban las actividades educativas, cuidados preventivos y mejoras a nivel familiar, más que en proyectos a nivel comunitario», pese a que en las publicaciones oficiales existía todavía el hincapié en las actividades a nivel comunitario. En suma, la comunidad era responsable del cuidado de la clínica y algunos proyectos comunitarios, empero existía un rango amplio de contribuciones y en raras ocasiones se negaban los servicios de salud; el «pago» pasó a ser la asistencia de las personas a los cuidados prenatales, infantiles o exámenes médicos.
Como IMSS-Solidaridad, sus lineamientos establecían la existencia de una Asamblea General, el «nivel superior de decisiones de la organización comunitaria», que elegía a un Comité de Salud, constituido como el «intermediario entre el Programa y la comunidad». A lo anterior, se sumaban los voluntarios asistentes rurales de salud —para localidades sin infraestructura de salud con menos de quinientos habitantes, capacitados y dotados de instrumental y medicamentos—, promotores voluntarios rurales, encargados de «visitas domiciliarias a un promedio de 14 familias de su localidad», parteras rurales y practicantes tradicionales. El programa también incluyó servicios como el los «Centros de Atención Rural al Adolescente» (CARA), con funciones de «educación, información y consejería para adolescentes» y prevención de enfemerdades y embarazo, así como los «Centros de Atención Rural Obstétrica» (CAROs), con servicios de atención obstétrica, y albergues comunitarios —69, ubicados dentro o en los alrededores de los hospitales rurales en los que se proporcionaba alimentación, hospedaje y actividades de cuidado a pacientes del segundo nivel, familiares o acompañantes—. Para 2016, la red comunitaria estaba conformada por 116 556 comités de salud, 15 737 voluntarios, 206 764 agentes comunitarios de salud y 7031 parteras.

#### Presupuesto
En 1982, el presupuesto de IMSS-Coplamar consistía en 1437 millones de pesos de gasto corriente y 532 millones de inversión física —total de 1969 millones de pesos (a precios de 1977)—. Estas cifras disminuyeron a 1281 millones y 146 millones, respectivamente —total de 1427 millones de pesos—, un año después. Para 1986, sumaban 1339 millones de pesos de gasto corriente y 237 millones de inversión física —total de 1576 millones de pesos—. En este sentido, señala Ochoa de Mendoza (1990) que, en el periodo de 1977 a 1982, la asignación presupuestal total para el IMSS-Coplamar aumentó a una tasa anual promedio de 28.9 %; entre 1983 y 1986, pasó a un 3.4 % anual. En 1984, se calculaba que el costo promedio del funcionamiento de una unidad médica rural era de 2 562 000 pesos —2  073 000 pesos de gastos directos y 489 mil pesos de gastos indirectos—. Por su parte, el gasto anual promedio de los hospitales rurales era de 115 114 000 pesos —105 391 000 pesos de gastos directos y 9 723 000 de gastos indirectos—. Asimismo, el costo promedio anual por «solidario-habientes» era de 986 pesos —lo que incluía acciones de medicina asistencial, preventiva y acción comunitaria—. Hablando del IMSS-Coplamar, Mesa-Lago (1992) detallaba que, aunque los servicios eran gratuitos, las poblaciones generalmente aportaban «terrenos, estructuras y ayuda» en la construcción de los centros médicos del programa. A lo anterior, se sumaban las cantidades de trabajo comunitario exigidas anualmente; entre 1979 y 1982, se estimó que esa cantidad representaba 295 890 años-hombre, equivalente a 17 000 millones de pesos. En su presupuesto de 1986, el 45.5 % estaba asignado para las labores curativas y el 27.9 % para las preventivas.
El mismo autor aseguró que el gasto anual por persona pasó de 9071 pesos (en pesos constantes de 1986) en 1982 a 4022 en 1986 y concluyó que, pese a que el programa defendía que no hubo afectaciones presupuestarias por la crisis económica de esa década, era «difícil creer que una reducción de 50 a 60 % en los gastos por persona de COPLAMAR pudiera no haber afectado a sus servicios». Por tanto, a finales de la década de 1980, «hubo indicios de que el IMSS-COPLAMAR había sufrido reducciones presupuestarias». Entre 1994 y 2002, el presupuesto del programa se mantuvo relativamente estable, en torno a los 4000 millones de pesos (de 2002). Al respecto, el Perfil del Sistema de Servicios de Salud de México de 2002 de la Organización Panamericana de la Salud (OPS) señalaba: «Entre 1996 y 1999 todas las instituciones públicas, excepto el IMSS-Solidaridad, aumentaron su gasto como proporción del [Producto Interno Bruto], tendencia que para el año 2000 sólo  [sic] mantuvieron la SSA y el [Instituto de Seguridad y Servicios Sociales de los Trabajadores del Estado]»; también detallaba que el programa «recibe una asignación presupuestal del gobierno federal y cuenta con el apoyo administrativo del IMSS». A partir de 1996, el financimiento completo lo otorgaba el gobierno federal.
En este sentido, los «Lineamientos Generales del Programa IMSS-Solidaridad» sostenían que el programa estaba financiado «mediante transferencias otorgadas por el Gobierno Federal que se canalizan a través del Ramo 12 Salud». De 2003 a 2010, el presupuesto ejercido del programa se mantuvo entre un mínimo de 5406.90 millones de pesos (constantes de 2010) en 2005 a un máximo de 7300.72 millones de pesos en 2009. Más tarde, el financiamiento principal pasó a ser del «Ramo 19», complementado con el «Ramo 12», de tal forma que las Reglas de Operación de 2012 señalaban: «Los recursos con los que opera provienen del Ramo 19 "Aportaciones a Seguridad Social" y constituyen un subsidio federal. [...] De manera adicional, IMSS-Oportunidades recibe recursos del Ramo 12 "Salud", para otorgar el Componente Salud a las familias beneficiarias del Programa Desarrollo Humano Oportunidades (PDHO)». Finalmente, el programa estuvo enteramente operado —a partir de 2020— con recursos del «Ramo 19», como apuntaban las Reglas de Operación de 2022 —ya con el nombre de IMSS-Bienestar—, y con convenios.
| Año                            | 2013     | 2014     | 2015     | 2016     | 2017     | 2018     | 2019     | 2020     | 2021   | 2022   | 2023     |
| Prespuesto (millones de pesos) | 10 140.5 | 10 712.6 | 11 283.4 | 11 749.9 | 12 765.7 | 13 336.5 | 13 257.1 | 14 650.2 | 14 591 | 23 690 | 20 628.2 |

#### Impacto
Brachet-Márquez (2004) sostiene que, al final del sexenio de 1976 a 1982, «los campesinos servidos por IMSS-Coplamar recibían beneficios, en términos financieros, diez veces inferior a los afiliados al IMSS», pero más que los usuarios de los servicios de la Secretaría de Salubridad y Asistencia (SSA). En palabras de Ramírez López (2011), tras el surgimiento del IMSS-Coplamar, los programas adquirieron «características sexenales» —situación propiciada por la «falta de recursos y de construcción de esta política como política de Estado»— y sin que existieran «resultados evidentes». El programa dio preferencia a la extensión de los servicios de primer nivel y adoptó la regionalización de servicios del IMSS; el propio Coplamar sostenía que, entre 1978 y 1982:

[S]e observa que las cuatro regiones más marginadas —donde ha concentrado sus acciones este convenio— han mejorado sustancialmente la capacidad de cobertura de los servicios personales de salud. Esta mejoría promedio obedece sobre todo al incremento de la cobertura de médicos. Sin embargo, en cuanto a los recursos físicos —indicativos sobre todo de los niveles de atención segundo y tercero— la situación promedio empeora por el deterioro que sufren las regiones menos marginadas.

Martínez Narváez (2013) afirma que alrededor del programa el gobierno «difundió que se trataba de una manifestación de solidaridad de los trabajadores con los residentes en el campo, aunque en realidad la acción solidaria provenía de toda la población». Sus servicios se limitaban a primer y segundo nivel, pues nunca contó con instalaciones de tercer nivel, y se basó en múltiples manuales de la SSA para «trabajos de ingeniería sanitaria», además de que adoptó estrategias comunitarias, como huertos familiares u «obras por trabajo común». En un artículo en Salud Pública de México, Flores Alvarado y Morán Zenteno (1989) detallaron que, entre 1983 y 1985, la población adscrita aumentó de 11.5 a 13.7 millones de personas. En ese periodo, se identificó una disminución en la frecuencia de las «infecciones con puerta de entrada en las vías digestivas», al igual que la tasa de demanda de consultas a las unidades médicas, mientras que «no se logró incrementar la cobertura de atención del parto en las unidades médicas». En 1985, se estimaba que entre el 30 y 40 % de sus usuarios pertenecían a grupos étnicos —con amplias porciones no hablantes del español—, mientras que entre 10 y 50 % del total vivía en condiciones por debajo de los niveles mínimos de subsistencia.
Salazar Holguín (1986) sostenía que el surgimiento de IMSS-Coplamar obedecía al «fracaso de la SSA (después de cuatro decenios) para cubrir mínimamente a las clases sociales no integradas de todo al capitalismo». Por su parte, fue la respuesta del Estado al «desarrollo de reivindicaciones populares por más y mejores servicios de salud y, a la vez, la principal limitante para su satisfacción». Sin embargo, las características establecidas por su propia estructura limitaban el programa al primer nivel de atención, y lo alejaban de brindar una «"atención altamente tecnificada", como se afirma». En suma, señala el autor: «Es esencialmente la posibilidad que brinda para extender la cobertura (de primer nivel) abatiendo los costos, lo que ha llevado al Estado a esgrimirlo como el bastión favorito de su actual política de salud. COPLAMAR ha logrado abatir en más de dos mil por ciento  [sic] los gastos per cápita del IMSS [En 1984, el gasto anual por derechohabiente del IMSS fue de 21 mil pesos, frente a los mil por persona en IMSS-Coplamar]». Al comparar las tasas de morbilidad entre 1983 y 1986-1987, Mesa-Lago (1992) señalaba, aunque aconsejando cautela al basarse en registros clínicos, que parecía haber ocurrido un «descenso notable en todas las enfermedades [como gripe, enteritis, amebiasis, ascariasis, poliomielitis, tétanos o tuberculosis, entre otras]», excepto escabiosis, rabia y fiebre tifoidea, que aumentaron junto con otras, como la fiebre reumática, aunque decía que esos aumentos «pueden ser atribuibles a una detección mejor».
Cifras del propio programa arrojaban 31.6 millones de vacunas aplicadas entre 1983 y 1986, así como unos trece millones de casos de enfermedades crónicas detectadas entre 1982 y 1986. En el 2000, el IMSS-Solidaridad era el segundo lugar en servicios prestados por instituciones para personas no aseguradas, por detrás de la Secretaría de Salud. Con respecto a los «Encuentros Médico Quirúrgicos», Dávila-Torres y colaboradores (2014) afirmaban que, en los primeros 17 años de esa actividad, se habían organizado 318 encuentros en 78 regiones de veinte estados del país —la mayoría en Chiapas (51), Oaxaca (51), Puebla (28) y Michoacán (25)— y habían involucrado ocho especialidades médicas —las principales oftalmología (92), ortopedia (80) y cirugía reconstructiva (68)—. Cifraban en un total de 156 542 pacientes valorados y, de ellos, 26 109 personas que requirieron una intervención quirúrgica. También sumaban 16 066 personas que recibieron rehabilitación y 155 terapias de lenguaje, así como 4901 ortesis colocadas y 83 sesiones informativas y educativas a las comunidades.

##### Evaluaciones
Homedes y Ugalde (2005) aseguran que, antes de la descentralización, el IMSS-Coplamar era «uno de los pocos programas exitosos de atención primaria y cuidados hospitalarios para la población rural», mientras que, para Sherraden (1991), era «una de las más grandes e importantes iniciativas de atención primaria rural en América Latina». Por su parte, en una publicación de la OPS y la Fundación Interamericana de 1992, Carmelo Mesa-Lago indicaba que, aunque la cobertura del programa «ha estado a veces inflada» y existía «confusión debido a la descentralización de los servicios después de 1985 y al efecto de la crisis económica de la decena de 1980, no hay duda de que este programa ha aumentado notablemente la cobertura para los pobres de las zonas rurales». Al valorar la primera década del funcionamiento del programa, como IMSS-Coplamar, el autor argumentaba que se había logrado establecer rápidamente una infraestructura sanitaria en zonas rurales remotas y «proporcionar atención de salud institucional a los pobres rurales [...] la tarea formidable de construir, mantener y abastecer las clínicas, incluso en zonas geográficamente aisladas, se ha realizado en su mayor parte con éxito».
Un estudio de Puentes Rosas, Gómez Dantés, y Garrido Latorre (2006) encontró que IMSS-Oportunidades, al valorar el trato en los diferentes servicios de salud del país, recibía buenos puntajes en trato respetuoso y comunicación, sin embargo, era baja en cuanto a las expectativas de los usuarios. Un trabajo de la Conferencia Interamericana de Seguridad Social (CISS) —en el que analizaba la creación del Instituto de Salud para el Bienestar (Insabi)— sostenía que el programa «privilegia la atención primaria a la salud y la intervención comunitaria», empero «ha tenido un funcionamiento limitado tanto por su cobertura como por los tipos de atención que ofrece. En efecto, desde 1983 su cobertura ha fluctuado alrededor de 10 millones de personas. Además, sólo  [sic] garantiza los dos primeros niveles de atención y algunas intervenciones de tercer nivel». Por otra parte, la evaluación 2020-2021 del Consejo Nacional de Evaluación de la Política de Desarrollo Social (Coneval) afirmaba que ante diecisiete años de valoraciones «se ha reiterado la capacidad organizacional para operar servicios médicos de 1° y 2° nivel; solidez institucional para atender las necesidades de la población en situación de marginación y pobreza; experiencia en la prevención y atención a población sin acceso a servicios de salud». En 2020, quince de veintidós indicadores tuvieron un desempeño «adecuado», uno no pudo ser valorado y seis no lograron sus metas.
Igualmente, su población abarcaba realmente veintiún estados, «debido a la cercanía de algunas localidades pertenecientes a otras entidades». En suma, el organismo reconocía al programa —«social muy progresivo»— como «referente de atención a la salud para la población sin acceso a los servicios en localidades semiurbanas, rurales y con gran dispersión», pero también apuntaba, dentro de sus debilidades, al «comportamiento errático en las cifras de las poblaciones», el «insuficiente seguimiento integral de la gestión y operación», el desabasto de algunas vacunas o la falta de conectividad a Internet en las unidades.

#### Críticas
López Arellano (1989) enlistaba varios ejemplos de lo que consideró «violencia y coerción institucional en el programa de planificación familiar», por ejemplo, en el marco del programa IMSS-Coplamar, «se "premiaba" a los médicos pasantes en servicio social con un día de descanso por cada mujer reclutada para salpingoclasia»; las mujeres sometidas a ese procedimiento «tenían la "fortuna" de ser trasladadas en ambulancia de su comunidad al hospital rural». Por otra parte, sostenía que no se tomaban en cuenta «aspectos culturales, económicos y/o políticos» al momento de designar como candidatas a esterilización a las mujeres con más de tres hijos, lo que se «evidencia en los registros de los hospitales rurales del IMSS-COPLAMAR, en donde frecuentemente la primera causa de egreso hospitalario es "paridad satisfecha", no importando que la mujer en cuestión tenga 18 o 19 años». Tales prácticas también las evidenció un estudio —entre 2012 y 2014— de Abarbanell (2020), en el que resaltaba la presión a las mujeres embarazadas —y a los médicos— para que aceptaran los métodos anticonceptivos.
Por otra parte, Harrison (2001) indicó que, desde finales de la década de 1970, buena parte de los médicos ejercían su año de servicio social en las unidades urbanas o rurales de IMSS-Coplamar o de la SSA. Al respecto, apuntó que algunos críticos afirman que «a los estudiantes no se les da la suficiente experiencia clínica para el trabajo en [atención primaria de salud]. La capacitación previa al año de servicio social hace poco para prepararlos para trabajar en los centros de [atención primaria de salud], a menudo remotos y mal equipados». De acuerdo con el estudio de Sherraden (1991), en algunas ocasiones el personal de las unidades rurales no desarrollaba relaciones laborales con los practicantes tradicionales; «muchos médicos, sin embargo, no ven a sus contrapartes tradicionales como compañeros, sino como parte del problema de salud. También muchos practicantes tradicionales ven a las clínicas como la competencia».
En los primeros años de implementación del programa, algunas poblaciones quemaron clínicas y rechazaron a los médicos, especialmente en áreas con grupos étnicos y en las que se implentaban programas de planificación familiar y esterilización, lo que condujo a reducir el énfasis en estas campañas y aumentarlo en otras de cuidados prenatales e infantiles. Menéndez (2005) señaló que el respaldo económico a programas como IMSS-Solidaridad, entre 1988 y 1994, «se atribuyó a los objetivos políticos del grupo encabezado por el presidente [Carlos] Salinas [de Gortari]». Arredondo-López y Orozco-Núñez (2014) afirmaban que programas como IMSS-Oportunidades «se constituyen, se coordinan y se mantienen en los niveles centrales de la administración federal en turno»; «cambian desde el nombre hasta mecanismos de operación y gestión dependiendo de la filosofía y lineamientos de la administración federal en turno y del momento político».
En este sentido, Sánchez Pérez y colaboradores (2021) retomaban el testimonio de trabajadores del programa que denunciaban su uso como «aparato operador electoral» y su empleo para el acarreo electoral, especialmente durante el periodo de 2007 a 2018.

## Organismo público

Mapa de los 23 estados que firmaron el «Acuerdo Nacional de la Federalización de los Servicios de Salud» en octubre de 2023.

El 31 de agosto de 2022, se publicó en el Diario Oficial de la Federación (DOF) el decrecto —que entraba en vigor un día después— que creaba Servicios de Salud del Instituto Mexicano del Seguro Social para el Bienestar, un «organismo público descentralizado de la Administración Pública Federal, no sectorizado, con personalidad jurídica y patrimonio propio y autonomía técnica, operativa y de gestión», abreviado IMSS-Bienestar. Se establecía como su objetivo —independiente «de los servicios de salud que presten otras instituciones públicas o privadas», pero limitado a los estados del país «con las que celebre convenios de coordinación»— de:

[...] brindar a las personas sin afiliación a las instituciones de seguridad social atención integral gratuita médica y hospitalaria con medicamentos y demás insumos asociados, bajo criterios de universalidad e igualdad, en condiciones que les permitan el acceso progresivo, efectivo, oportuno, de calidad y sin discriminación alguna [...].
Artículo 2 del decreto de creación del IMSS-Bienestar como organismo público.

El decreto establecía en Ciudad de México la sede del organismo y entre sus responsabilidades las actividades de prevención de enfermedades, promoción a la salud, vigilancia epidemiológica, «acciones de salud pública y otorgar asistencia médica», participación comunitaria, así como suscribir convenios y acuerdos, entre otras. Sería administrada por una junta de gobierno y una dirección general, la primera conformada por los titulares del Instituto Mexicano del Seguro Social (IMSS), la Secretaría de Salud, la Secretaría de Hacienda y Crédito Público, la Secretaría del Trabajo y Previsión Social, la Secretaría de Bienestar, cuatro órganos normativos del IMSS y un representante del principal sindicato de los trabajadores del organismo. Esa junta se instaló el 20 de septiembre siguiente y se designó como su primera directora general a Gisela Lara Saldaña.
El «Programa Estratégico de Salud para el Bienestar» señalaba sobre la federalización de los servicios de salud que sería «a través del Programa IMSS-BIENESTAR (IMSS-BIENESTAR), en las entidades federativas que adopten libremente esta estrategia»; los acuerdos entre el IMSS y los gobiernos estatales «establecerán los montos que los gobiernos de las entidades federativas transferirán al IMSS, para su aplicación en el IMSS-BIENESTAR, con cargo a recursos propios o de libre disposición». También se indicaba que ese traspaso ocurriría mediante «un diagnóstico en cada entidad federativa, con el fin de identificar la situación de su sistema de salud», con el objetivo de «que para el 2024, la mayor parte de las unidades de salud del país (actualmente a cargo de los gobiernos de los estados), se transfieran al IMSS-BIENESTAR». En este sentido, para noviembre siguiente, la federalización ya había comenzado en los estados de Nayarit, Colima, Tlaxcala, Sonora, Baja California Sur y Sinaloa, a los que se sumarían Campeche, Veracruz de Ignacio de la Llave, Guerrero, Morelos, Michoacán y Oaxaca para un total de doce estados al finalizar 2022.

### Características

#### Presupuesto
| Año                            | 2023     | 2024    |
| Prespuesto (millones de pesos) | 20 628.2 | 128 600 |

#### Directores generales
- 20 de septiembre de 2022 al 1 de agosto de 2023: Gisela Lara Saldaña[107]
- Desde el 2 de agosto de 2023: Alejandro Calderón Alipi.[4]